# Lešje, Majšperk
Lešje je razloženo naselje občine Majšperk. Leži na severovzhodu Slovenije ob levem porečju Dravinje ob vznožju nizkega slemena Savinjsko ob cesti Majšperk–Makole. Območje je del tradicionalne dežele Štajerske in je vključeno v Podravsko statistično regijo. V dolini prevladujejo travniki in njive, ki so potrebni za živinorejo in poljedelstvo.